# دانیل مدودف
دانیل مدودف (روسی: Дании́л Серге́евич Медве́дев؛ زادهٔ ۱۱ فوریهٔ ۱۹۹۶) تنیس‌باز اهل روسیه است.
وی در سال ۲۰۱۹ به اولین فینال گرند اسلم خود در آزاد استرالیا ۲۰۱۹ رسید اما در بازی که حدود ۵ ساعت طول کشید ۳-۲ مغلوب رافائل نادال شد.